# Battletoads in Battlemaniacs
Battletoads in Battlemaniacs é um jogo lançado pela Tradewest em 1993 para o Super Nintendo e em 1994 pela Virgin Interactive para o Master System.
Neste jogo é possível jogar com dois personagens diferentes, Pimple e Rash, dois sapos.

## História
Pimple e Rash foram convidados para a apresentação de um novo Video game do professor T-Bird, o Gamescape, capaz de criar um mundo artificial de tão poderoso que é.
Tudo corria bem até que a vilã do jogo, a abominável Dark Queen entrou em cena, mandando seu súdito Porco do Apocalipse sequestrar todos os presentes no evento a fim de torná-los seus serviçais.
Agora, sendo os únicos que escaparam do sequestro, Pimple e Rash terão que resgatar as outras pessoas e acabar com a graça da Dark Queen. Mas a missão não é tão simples quanto parece, já que uma infinidade de discípulos de Dark Queen estão preparados para atacar e impedir os sapos de qualquer maneira.